# مفاعل جرافيت X-10 النووي
مفاعل الجرافيت  X-10  النووي  أنشأ في مختبر أوك ريدج الوطني في أوك ريدج بولاية تينيسي ، والمعروف سابقاً باسم كلينتون بيل و X- 10  بيل  وهو ثاني مفاعل نووي صناعي في العالم بعد ( مفاعل شيكاغو بايل -1)  وأول مفاعل صمم من أجل التشغيل المستمر. تم بناؤه خلال الحرب العالمية الثانية كجزء من مشروع مانهاتن.

## النشأة

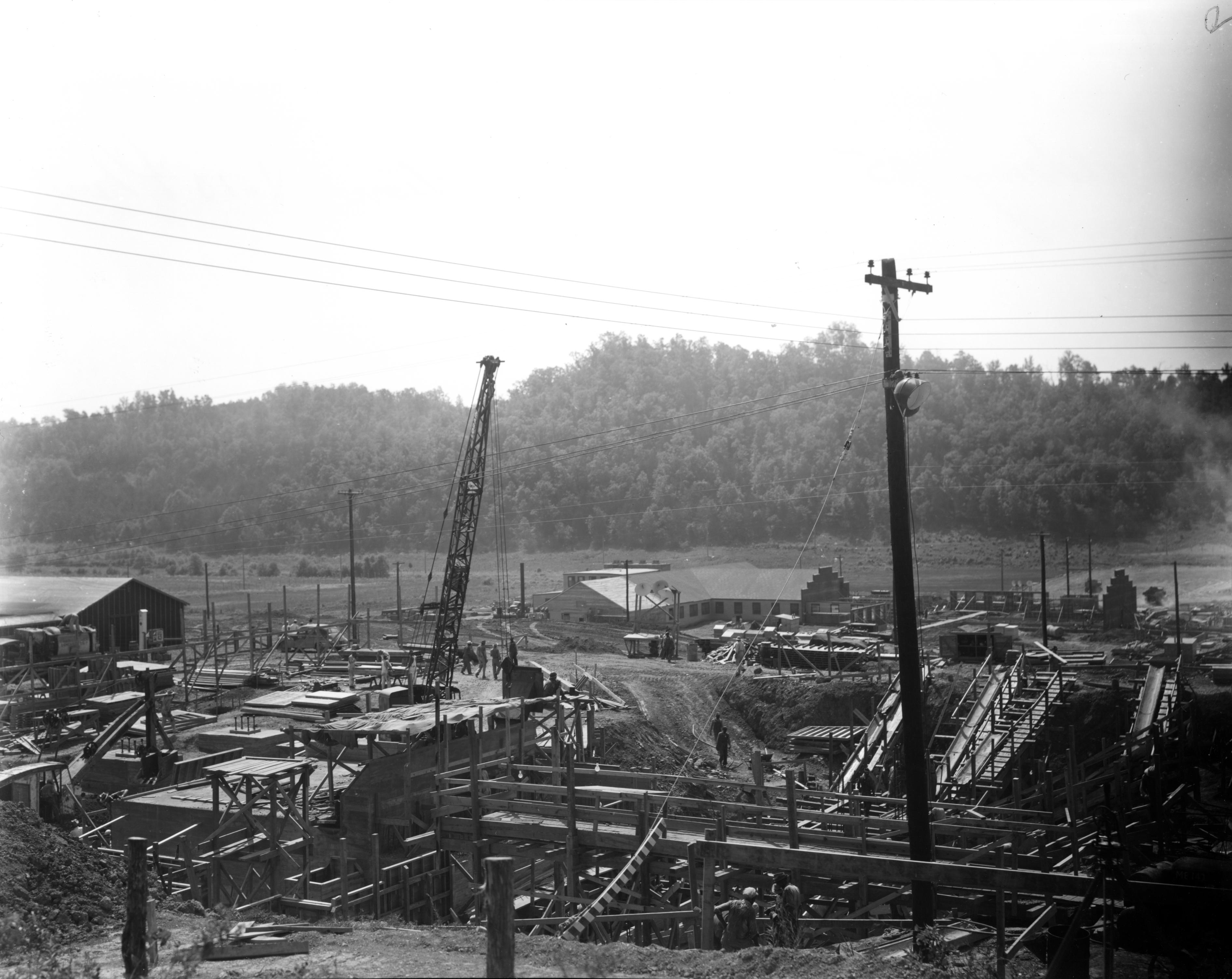
موقع البناء

عندما أثبت مفاعل شيكاغو بايل -1 جدوى المفاعلات النووية ، حيث كان هدف مشروع مانهاتن في إنتاج ما يكفي من البلوتونيوم لصنع قنابل ذرية يتطلب مفاعلات أقوى بألف مرة إلى جانب تسهيلات لفصل البلوتونيوم كيميائياً في المفاعلات من اليورانيوم مما نتج اليورانيوم الانشطاري. اعتبرت  هذه الخطوة ممتازة وكانت الخطوة التالية لمشروع البلوتونيوم  الذي يحمل الاسم الرمزي  X-10 إلى بناء شبه فني حيث يمكن تطوير التقنيات والإجراءات والتدريب. وكان محور هذا المفاعل الجرافيتي X-10  وتم تبريده بالهواء استخدم الجرافيت النووى كمراقب نيوترون واليورانيوم الطبيعي النقي في شكل معدني للوقود.
بدأت  شركة دو بونت ببناء شبه البلوتونيوم في كلينتون للأشغال الهندسية  في أوك ريدج في 2 فبراير عام 1943. وإنشاء المفاعل في 4 نوفمبر 1943 ، وأنتج أول بلوتونيوم له في أوائل عام 1944. وزود مختبر لوس ألامس (مشروع Y)  بأول مختبر له. حيث تم إرسال كميات من البلوتونيوم كأول منتج له. حيث تمت دراسة هذه العينات مما أثرت بشكل كبير على تصميم القنبلة. قدم المفاعل ومصنع فصل المواد الكيميائية خبرة لا تقدر بثمن للمهندسين والفنيين ومشغلي المفاعلات ومسؤولي السلامة الذين انتقلوا بعد ذلك إلى موقع هانفورد. حيث كانت تعمل كمصنع لإنتاج البلوتونيوم حتى يناير 1945 حيث  تم تحويله إلى أنشطة بحثية وإنتاج النظائر المشعة للاستخدامات العلمية والطبية والصناعية والزراعية.

## اختيار الموقع

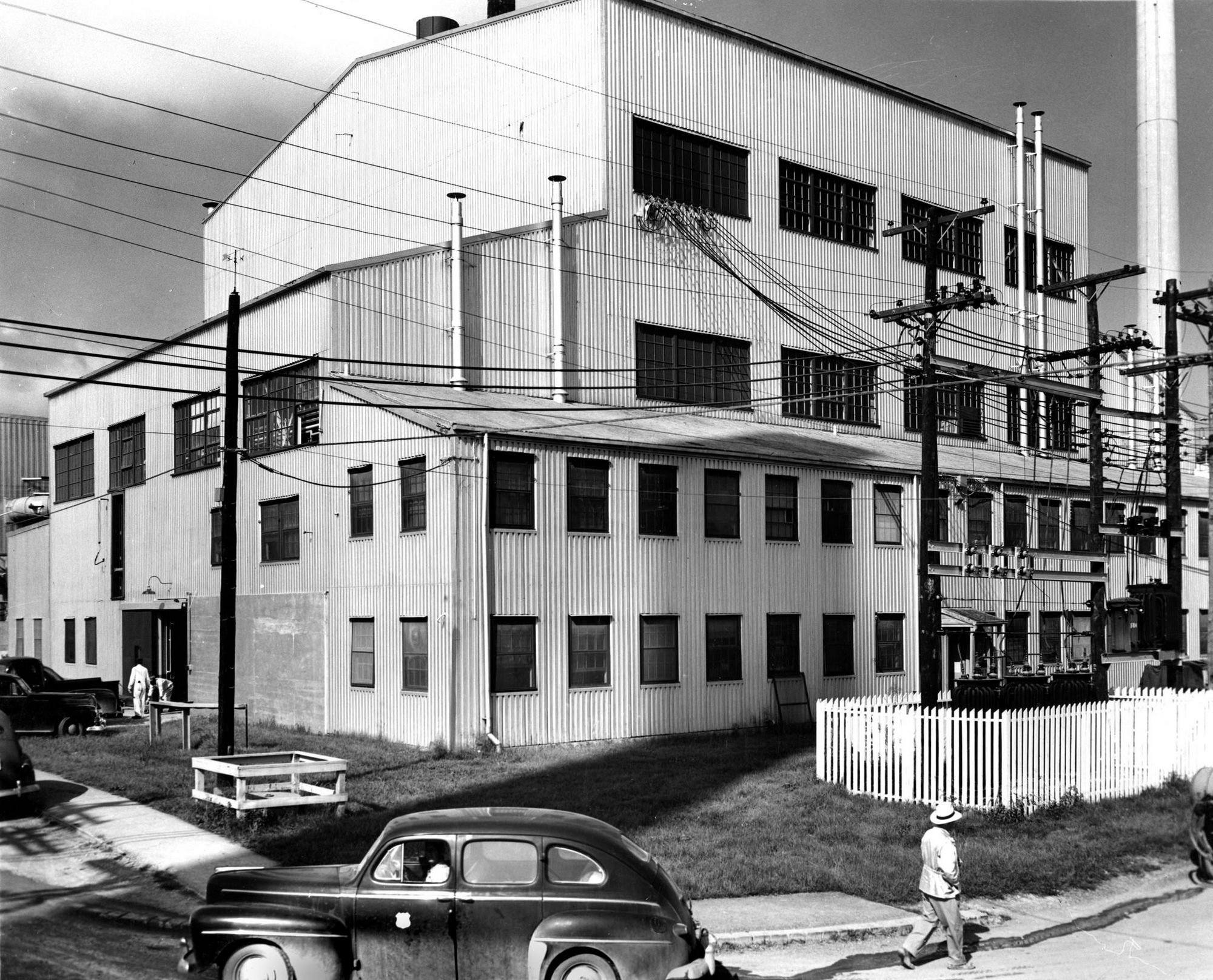
الجزء الخارجي لمفاعل الجرافيت في موقع X-10 في أوك ريدج في عام 1950.

في  يونيو 1942 وصل مشروع مانهاتن إلى مرحلة يمكن التفكير فيها في بناء منشآت للإنتاج النووي. في 25 يونيو 1942  تداولت اللجنة التنفيذية للبحث والتطوير العلمي (S-1) حول الأماكن التي ينبغي إنشاء المفاعل فيها. وقد بدا الانتقال مباشرة إلى مصنع لإنتاج ميغاوات خطوة كبيرة نظراً لأن العديد من العمليات الصناعية لا تتوسع بسهولة من المختبر إلى الإنتاج. واعتبرت خطوة وسيطة لبناء مصنع تجريبي. بالنسبة للمصنع التجريبي لفصل البلوتونيوم  كان الموقع مطلوبًا بالقرب من المختبر التعديني  حيث كان يجري البحث ولكن لأسباب تتعلق بالسلامة والأمن ولم يكن من المستحسن تحديد موقع المرافق في منطقة مكتظة بالسكان مثل شيكاغو.
اختار كومبتون موقعًا في غابة أرغون وهي جزء من مقاطعة فورست بريزيرف في مقاطعة كوك  على بعد حوالي 20 ميلاً (32 كم) جنوب غرب شيكاغو.

## أعمال البناء

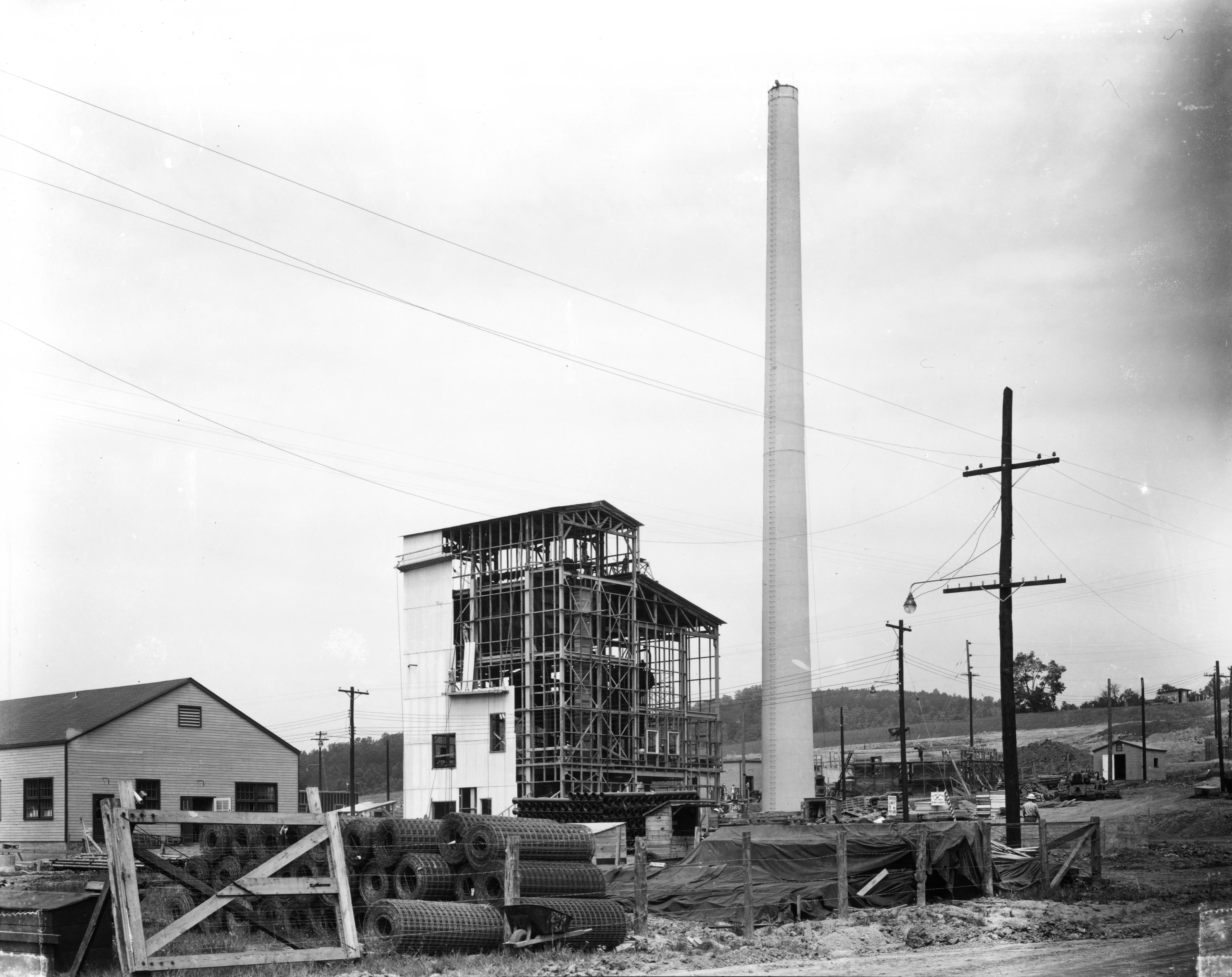
موقع البناء وقد تم نصب مدخنة وقد ارتفعت السقالات.

على الرغم من أن تصميم المفاعل لم يكتمل بعد  بدأت دو بونت في بناء شبه البلوتونيوم في 2 فبراير 1943 على موقع معزول في وادي بيثل على بعد 10 أميال (16 كم) جنوب غرب من أوك ريدج المعروفة رسميا باسم منطقة X-10  ويضم الموقع مختبرات بحثية ومحطة فصل كيميائي ومنطقة لتخزين النفايات ومرفق لتدريب لموظفي هانفورد ومرافق إدارية ودعمية تشمل غسيل الملابس والكافتيريا ومركز الإسعافات الأولية ومحطة الإطفاء.
بسبب القرار اللاحق لبناء مفاعلات مبردة بالماء في هانفورد تم التشغيل  بواسطة جامعة شيكاغو كجزء من المشروع الميتالورجي.

## التشغيل

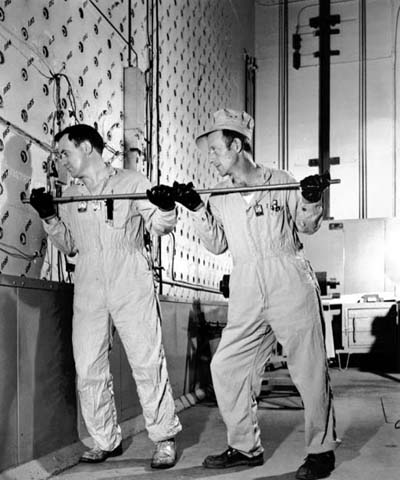
قضيب في حفرة على وجه المفاعل

كان مفاعل الجرافيت X-10 ثاني مفاعل نووي اصطناعي في العالم بعد شيكاغو بايل 1  وكان أول مفاعل تم تصميمه وصنعه للتشغيل المستمر. كان يتألف من كتلة ضخمة  طولها 24 قدما (7.3 متر) على كل جانب  من مكعبات الجرافيت النووية تزن حوالي 1500 طن بشكل عام كان المفاعل بعرض 38 قدمًا (12 مترًا) و47 قدمًا(14 مترًا) و32 قدمًا(9.8 متر) مرتفعًا. 
كمصنع لإنتاج البلوتونيوم حتى يناير 1945 تم تحويله إلى أنشطة بحثية. تمت معالجة 299 دفعة من الرخويات المشعة. تمت إضافة مبنى النظائر المشعة  ومصنع للبخار وغيرها من الهياكل في أبريل 1946 لدعم البعثات التعليمية والبحثية في وقت السلم في المختبر.

## الإستخدام وقت السلم

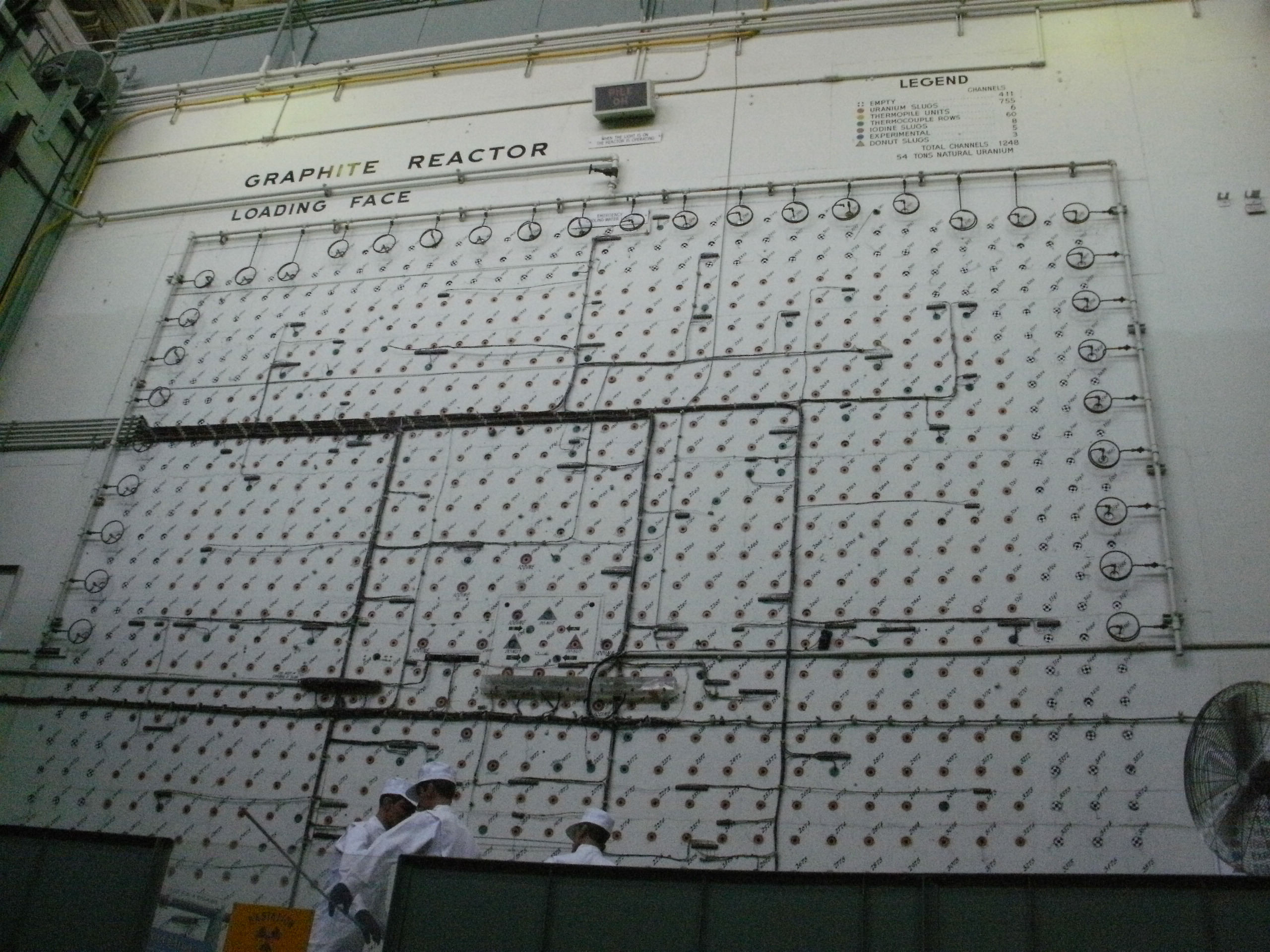
مفاعل الجرافيت تحميل الوجه.

بعد انتهاء من الحرب العالمية الثانية أصبح مفاعل الجرافيت أول منشأة في العالم تنتج نظائر مشعة للاستخدام في أوقات السلم في 2 أغسطس 1946 حيث قدم مدير مختبر أوك ريدج الوطني يوجين فيغنر حاوية صغيرة من الكربون للاستخدام الطبي في مستشفى سانت لويس بولاية ميسوري. كانت الشحنات اللاحقة من النظائر المشعة في المقام الأول نظير اليود 131 والفوسفور -32  والكربون -14 ، للاستخدام العلمي والطبيعي والصناعي والزراعي.

## مفاعلات مماثلة
كان مختبر بروكهافن الوطني أول مفاعل نووي يتم بناؤه في الولايات المتحدة بعد الحرب العالمية الثانية. بدأ بناء المفاعل  في عام 1947 وتم تشغيله في  22 أغسطس 1950 حيث كانت مهمته الأساسية في الأبحاث النووية في مجال الطب وعلم الأحياء والكيمياء والفيزياء والهندسة النووية وكان أحد أهم الاكتشافات في هذا المرفق هو تطوير إنتاج الموليبدينوم -99 / التكنيتيوم -99 المستخدم اليوم في عشرات الملايين من إجراءات التشخيص الطبي سنويًا مما يجعله النظير الطبي الأكثر استخدامًا. تم إغلاقه جزئياً في عام 1969 وتم إيقاف تشغيله بالكامل في عام 2012.

## الإغلاق
تم إغلاقه في عام 1963 وتم تعيينه معلما تاريخيا وطنيا في عام 1965.